# Annabella Scherer
Annabella Scherer (ur. 2 września 1984) – niemiecka lekkoatletka, skoczkini wzwyż.
Czwarta zawodniczka mistrzostw Europy juniorów (2003). Medalistka mistrzostw Szwajcarii.
W 2011 ogłosiła zakończenie kariery z powodu kontuzji kolana.

## Rekordy życiowe
- Skok wzwyż – 1,84 (1983 & 1986)
- Skok wzwyż (hala) – 1,83 (2003)